# Gnathophis xenica
Gnathophis xenica är en fiskart som först beskrevs av Kiyomatsu Matsubara och Ochiai, 1951.  Gnathophis xenica ingår i släktet Gnathophis och familjen havsålar. Inga underarter finns listade i Catalogue of Life.